# L 98-59 d
L 98-59 d (alternativt TOI-175 d) är en exoplanet på ett uppskattat avstånd av 34,6 ljusår (10,623 parsek) ifrån jorden, vilken kretsar runt den röda dvärgen L 98-59. Planeten upptäcktes med hjälp av Nasas rymdteleskop TESS.